# Manny Pérez
Manuel Pérez Batista (nacido el 5 de mayo del 1969 en Baitoa, Santiago de los Caballeros), es un actor y guionista dominicano conocido por su participación en numerables series de televisión, algunas de ellas como The Blacklist, Third Watch, FBI: Most Wanted, y en la película Washington Heights.
Pérez nació en Santiago, República Dominicana, en la región del Cibao, y actualmente reside en New York en el barrio de Washington Heights de Manhattan. Es hijo de Ramón Pérez quien murió 3 meses antes de que Manny se graduara de la universidad.
Cuando terminó la secundaria, Manny sabía que quería ser actor, se trasladó a Nueva York donde se matriculó en el Marymount Manhattan College, graduándose en 1992. 
También ha estudiado en el Ensemble Studio Theatre y es miembro del LAByrinth Theater Company, en Nueva York.

## Filmografía
Las películas y series de televisión en las que ha aparecido Pérez incluyen:
| Films that have not yet been released | Denota películas que aún no se han estrenado. |

### Película
| Año  | Título                    | Papel                | Notas        |
| ---- | ------------------------- | -------------------- | ------------ |
| 1993 | New York Undercover Cop   | Tito                 |              |
| 1994 | Crooklyn                  | Hector               |              |
| 1996 | Valor bajo fuego          | Jenkins              |              |
| 1996 | Bullet                    | Flaco                |              |
| 1996 | Sleeping Together         | Carlos               |              |
| 1997 | Stick Up                  | Eddie                | Cortometraje |
| 1998 | Neto's Run                | Neto                 | Cortometraje |
| 1998 | Chick flick               |                      |              |
| 1999 | On the Q.T.               | Aurelio              |              |
| 2000 | Brother                   | Mexican Mafia Hitman |              |
| 2000 | Dinner Rush               | Gabriel              |              |
| 2002 | Washington Heights        | Carlos               |              |
| 2002 | King Rikki                | Jorge Ortega         |              |
| 2003 | Party Monster             | Johnny               |              |
| 2004 | The Breakup Artist        | Carlos               |              |
| 2006 | Yellow                    | Angelo               |              |
| 2006 | El Cantante               | Eddie                |              |
| 2006 | Bella                     | Manny                |              |
| 2007 | The Ministers             | Detective Manso      |              |
| 2007 | Rockaway                  | Antwan               |              |
| 2007 | Illegal Tender            | Wilson DeLeon Sr.    |              |
| 2007 | Tracks of Color           | George Martinez      |              |
| 2007 | Amexicano                 | Diego                |              |
| 2007 | Where God Left His Shoes  | Luis                 |              |
| 2008 | Nothing like the Holidays | Alexis               |              |
| 2008 | Last Call                 | Javier               |              |
| 2008 | Pride and Glory           | Coco Dominguez       |              |
| 2009 | La soga                   | Luisito              |              |
| 2009 | A Kiss of Chaos           | Tony                 |              |
| 2010 | Forged                    | Chuco                |              |
| 2012 | El Rey de Najayo          | Julián López         |              |
| 2016 | Loki 7                    | El Moncho            |              |
| 2016 | Verdad o reto Don         | Julio                |              |
| 2016 | Back in the Day           | Jose                 |              |
| 2017 | Colao                     | Antonio              |              |
| 2017 | Veneno                    | Jack Veneno          |              |
| 2017 | Shots Fired               | James Ruiz           |              |
| 2021 | Night of the Sicario      | Leon Ramirez         |              |
| 2022 | NarcoSantos               | Militar              |              |
| 2023 | Sonido de libertad        | Fuego                |              |
| 2023 | Colao 2                   | Antonio              | [ 2 ]        |
| TBA  | Antisocial.app            | Detective Meyer      |              |
| TBA  | Blindado                  | Sarmiento            |              |
| TBA  | La Diabla en Ruedas       | Marchena             |              |

### Televisión
| Año       | Título                                        | Papel                                                     | Notas                              |
| --------- | --------------------------------------------- | --------------------------------------------------------- | ---------------------------------- |
| 1994-1996 | New York Undercover                           | Tony                                                      | 2 episodes                         |
| 1995      | Policías de Nueva York                        | Tonio                                                     | Episodio: «Cold Heaters»           |
| 1998      | Brooklyn South                                | Estefan                                                   | Episodio: «Violet Inviolate»       |
| 1999      | Rude Awakening                                | Jesus                                                     | 2 episodios                        |
| 2001-2002 | 100 Centre Street                             | Ramon Rodriguez                                           | 18 episodes                        |
| 2002      | La Ley y el Orden: Intento criminal           | Jorge Galvez                                              | Episodio: «The Pilgrim»            |
| 2002-2021 | La Ley y orden: unidad de víctimas especiales | Sergeant Hagen / Angel Perez / DEA Agent / CSU Technician | 4 episodes                         |
| 2004      | Dragnet                                       | Sergio                                                    | Episodio: «Riddance»               |
| 2004      | CSI: Miami                                    | Manny Orantes                                             | Episodio: «Crime Wave»             |
| 2005      | Night Stalker                                 | Tattoo Man / Caleca                                       | Episodio: «The Source»             |
| 2005      | Emergencias Urbanas                           | Manny Santiago                                            | 10 episodios                       |
| 2006-2007 | Rescátame                                     | Detective Luis                                            | 5 episodios                        |
| 2008      | Canterbury's Law                              | Hector Monteiros                                          | Episodio: «Sick as Your Secrets»   |
| 2010      | Mentes criminales                             | Manny                                                     | Episodio: «Corazón»                |
| 2010      | Caso abierto                                  | Tut 10                                                    | Episodio: «Bombers»                |
| 2013      | Homeland                                      | El Niño                                                   | 2 episodios                        |
| 2016      | The Blacklist                                 | Johan Halbeck                                             | Episodio: «Miles McGrath (No. 65)» |
| 2016      | Luke Cage                                     | Lieutenant Pérez                                          | 3 episodios                        |
| 2016      | Hawaii 5.0                                    | Raphael Ramirez                                           | Episodio: «Ka'ili aku»             |
| 2016      | Luke Cage                                     | Teniente Pérez                                            | 3 episodios                        |
| 2016      | The Night Of                                  | Inspector McCaffrey                                       | Miniseries                         |
| 2019      | Bull                                          | Trent Bolton                                              | Episodio: «Bounty»                 |
| 2020      | Big Dogs                                      | Santiago                                                  | 8 episodios                        |

## Premios y reconocimientos
- En el programa Santo Domingo Invita Pérez fue honrado como uno de los actores dominicanos más prominentes de los Estados Unidos.
- Ganó en 2002 el "Premio al Mejor Actor" en el Festival Internacional de Cine de Milán en Italia por su actuación en Washington Heights.
- En noviembre de 2007 fue homenajeado en el Festival de Cine Global Dominicano celebrado en Puerto Plata, junto con Dania Ramírez, por su labor humanitaria en la República Dominicana.
- The New York Times declaró que "Mr. Perez has charisma to burn".

## Trivia
- Cuando Manny fue homenajeado en el Festival de Cine Global Dominicano, dijo que su primer par de zapatos regalados por su padre a la edad de 5 años sólo los usaba para ir a misa los domingos.
- Manny también dijo que cuando llegó a los Estados Unidos era muy gordo. Hasta su madre lo llevó al médico donde se enteraron de que su estómago estaba lleno de parásitos que se habían metido en su cuerpo a través de sus pies, ya que siempre caminaba descalzo.
- Manny donó 10 000 zapatos a las familias que lo perdieron todo después de que la tormenta tropical Noel azotara la República Dominicana.
- Manny fue el primer miembro de su familia en obtener un título
universitario.
- Después de su actuación en la película Washington Heights, la cual también coescribió y produjo, Manny ganó el elogio de muchos críticos.